# 馬凱博
馬凱博（Mark McCombe），曾任美國富國銀行（Wells Fargo Bank），1993年滙豐策略規劃，在香港協助企業物業發展及基礎建設融資，包括當年香港新機場融資安排。現任貝萊德高級董事總經理兼亞太區主席。

## 公職
- 2013年 金融發展局

## 曾任
- 1998年 滙豐法國 行政副總裁
- 1999年 滙豐法國私人銀行 行政總裁
- 2003年 滙豐土耳其 行政副總裁
- 2005年 滙豐英國私人銀行 行政總裁
- 2007年 滙豐環球投資管理 行政總裁